# Malaysian Open
A Malaysian Open minden év februárjában megrendezett tenisztorna nők számára Malajzia fővárosában, Kuala Lumpurban. A verseny International kategóriájú, összdíjazása 220 000 dollár. Az első tornát 2010-ben tartották meg. 2011-től a BMW az esemény főszponzora, a torna szponzorált neve BMW Malaysian Open.
A mérkőzéseket kemény pályán, szabadtéren játsszák. Jelenlegi címvédő az ausztrál Ashleigh Barty.

## Döntők

### Egyéni
| Év   | Győztes            | Ellenfél a döntőben   | Eredmény a döntőben   |
| ---- | ------------------ | --------------------- | --------------------- |
| 2017 | Ashleigh Barty     | Hibino Nao            | 6–3, 6–2              |
| 2016 | Elina Szvitolina   | Eugenie Bouchard      | 6–7(5), 6–4, 7–5      |
| 2015 | Caroline Wozniacki | Alexandra Dulgheru    | 4–6, 6–2, 6–1         |
| 2014 | Donna Vekić        | Dominika Cibulková    | 5–7, 7–5, 7–6(4)      |
| 2013 | Karolína Plíšková  | Bethanie Mattek-Sands | 1–6, 7–5, 6–3         |
| 2012 | Hszie Su-vej       | Petra Martić          | 2–6, 7–5, 4–1 feladta |
| 2011 | Jelena Dokić       | Lucie Šafářová        | 2–6, 7–6(9), 6–4      |
| 2010 | Alisza Klejbanova  | Jelena Gyementyjeva   | 6–3, 6–2              |

### Páros
| Év   | Győztesek                                | Ellenfél a döntőben                   | Eredmény a döntőben     |
| ---- | ---------------------------------------- | ------------------------------------- | ----------------------- |
| 2017 | Ashleigh Barty Casey Dellacqua           | Nicole Melichar Ninomija Makoto       | 7–6(5), 6–3             |
| 2016 | Varatchaya Wongteanchai Jang Csao-hszüan | Liang Csen Vang Ja-fan                | 4–6, 6–4, [10–7]        |
| 2015 | Liang Csen Vang Ja-fan                   | Julija Bejhelsymer Olha Szavcsuk      | 4–6, 6–3, [10–4]        |
| 2014 | Babos Tímea Csan Hao-csing               | Csan Jung-zsan Cseng Szaj-szaj        | 6–3, 6–4                |
| 2013 | Aoyama Suko Csang Kaj-csen               | Janette Husarová Suaj Csang           | 6–7(4), 7–6(4), [14–12] |
| 2012 | Csang Kaj-csen Csuang Csia-zsung         | Csan Hao-csing Fudzsivara Rika        | 7–5, 6–4                |
| 2011 | Gyinara Szafina Galina Voszkobojeva      | Noppawan Lertcheewakarn Jessica Moore | 7–5, 2–6, [10–5]        |
| 2010 | Csan Jung-zsan Cseng Csie                | Anastasia Rodionova Arina Rogyionova  | 6–7(4), 6–2, [10–7]     |